# Văratec
Văratec è una località nel distretto di Neamț (in romeno Județul Neamț) che è uno dei 41 distretti della Romania, ubicato nella regione storica della Moldavia.

## Il monastero di Văratec
Nel territorio comunale sorge il monastero ortodosso di Văratec.

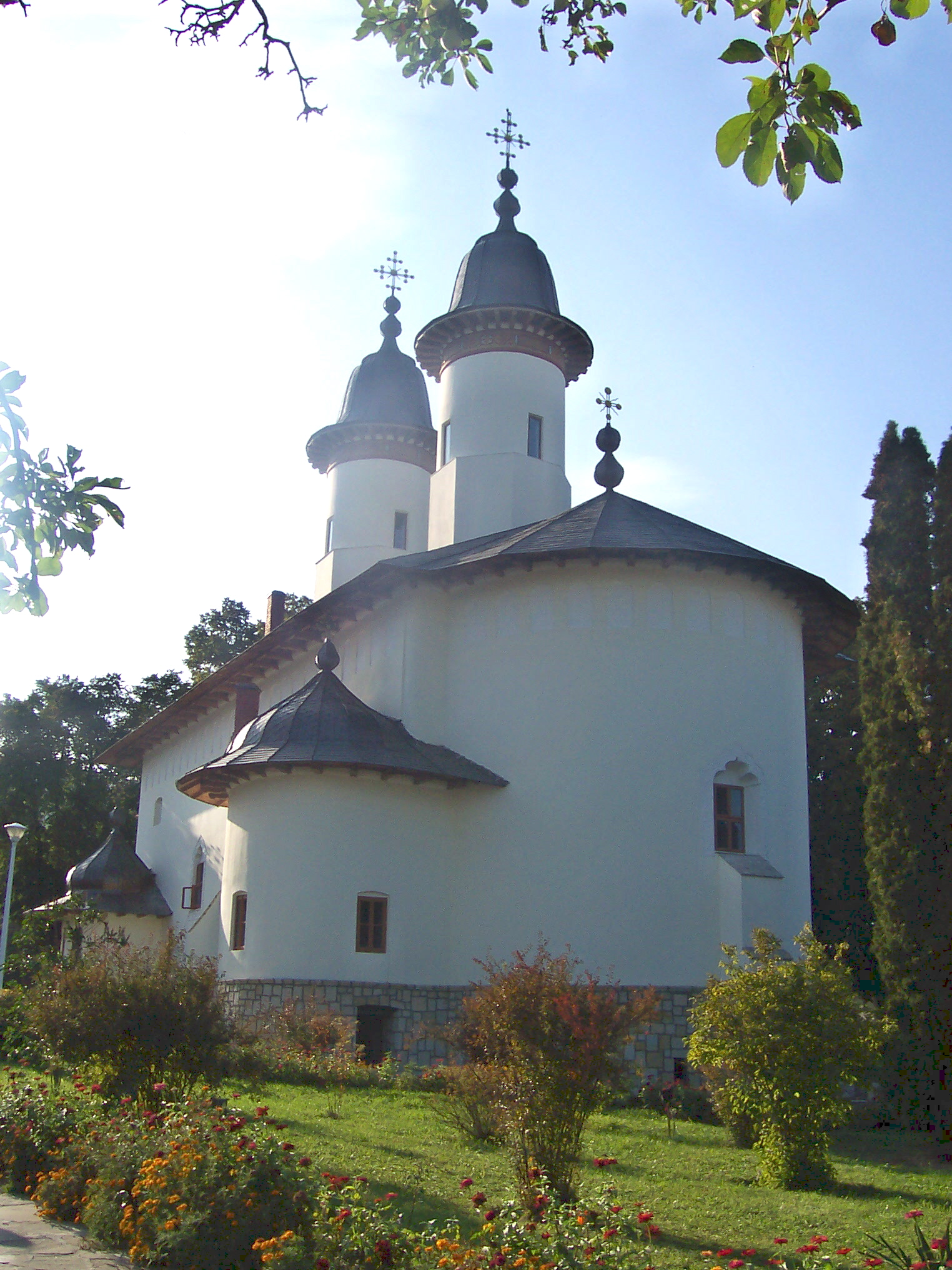
La chiesa
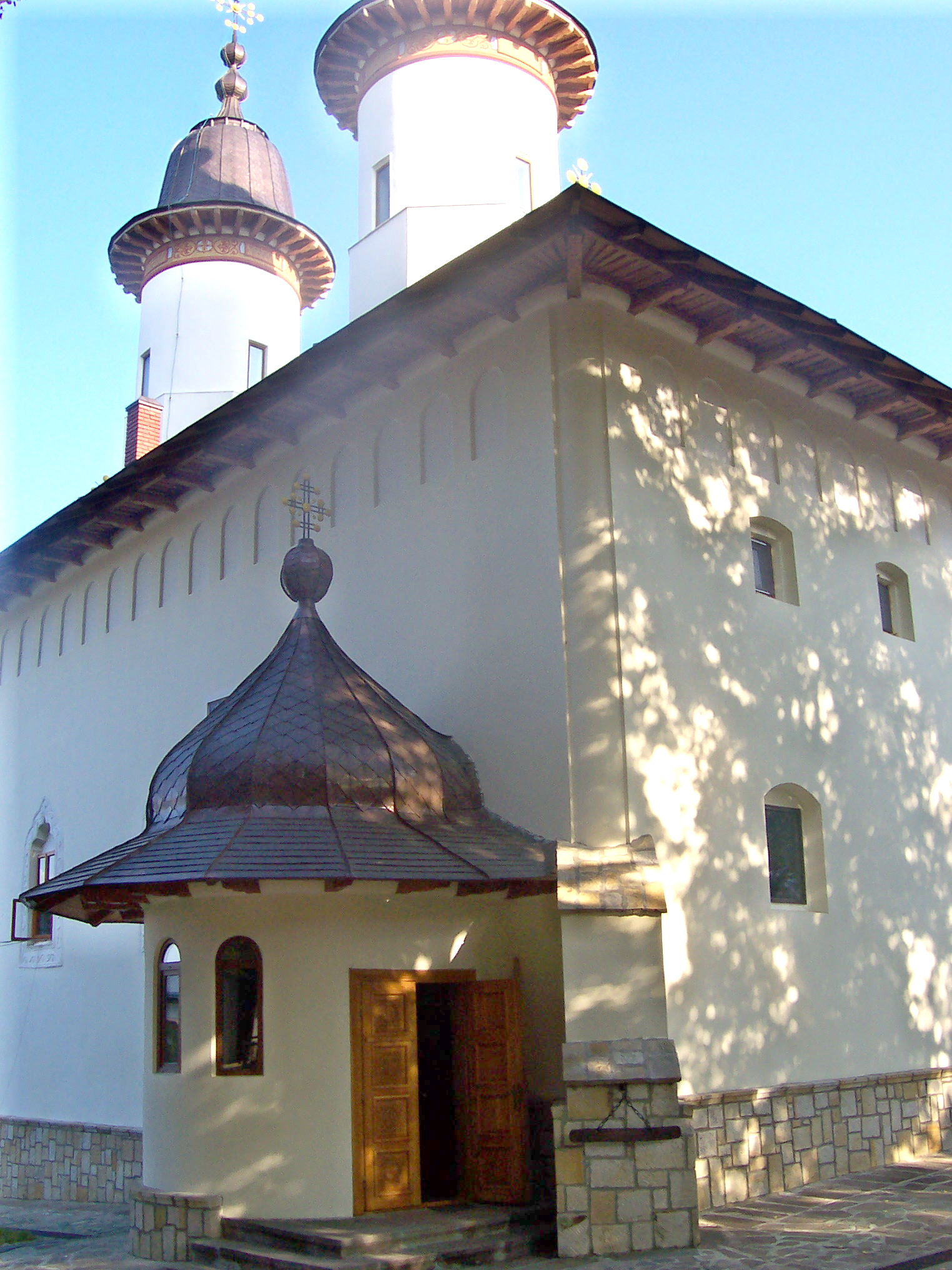
Entrata principale della chiesa
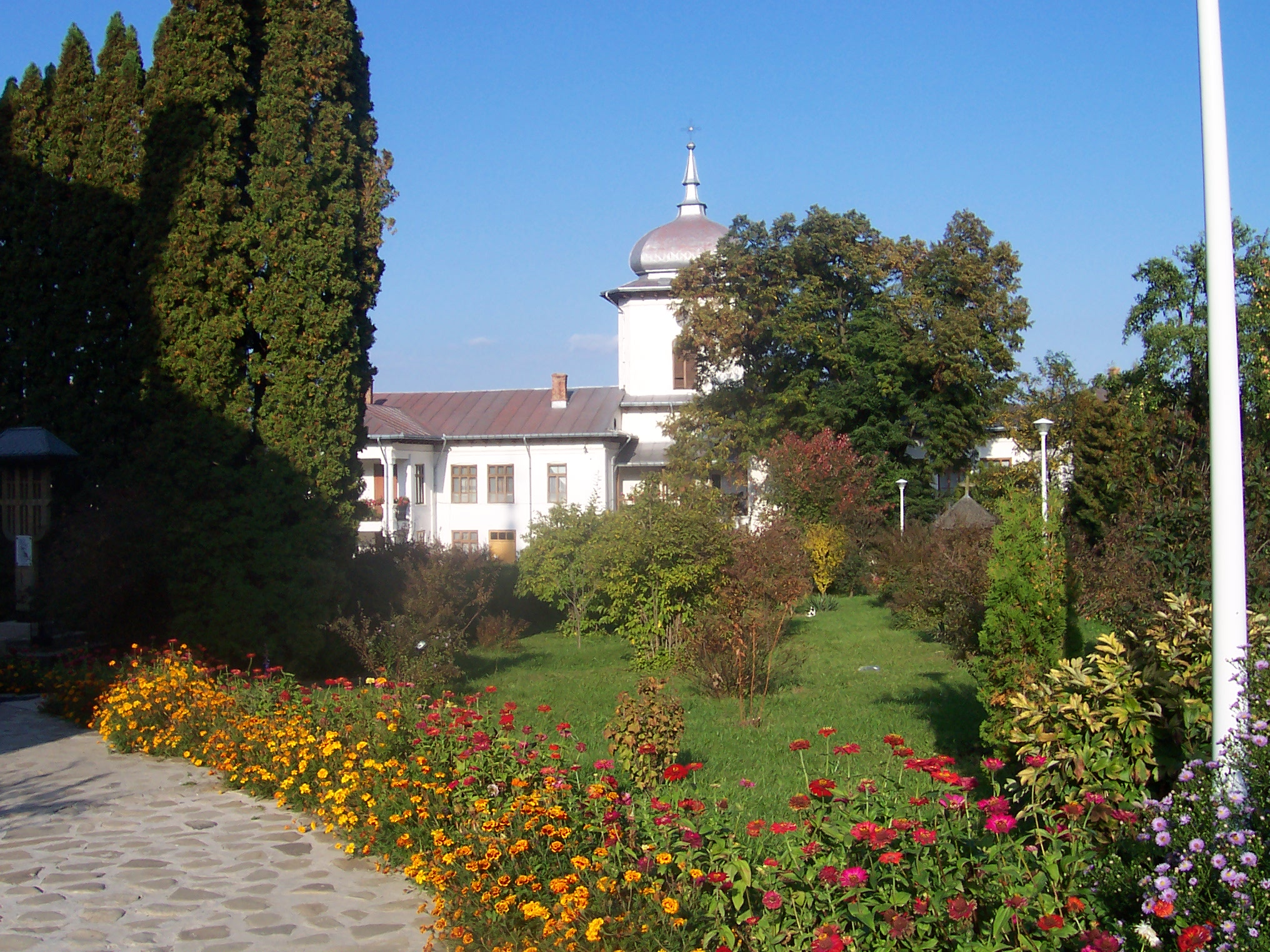
Il giardino
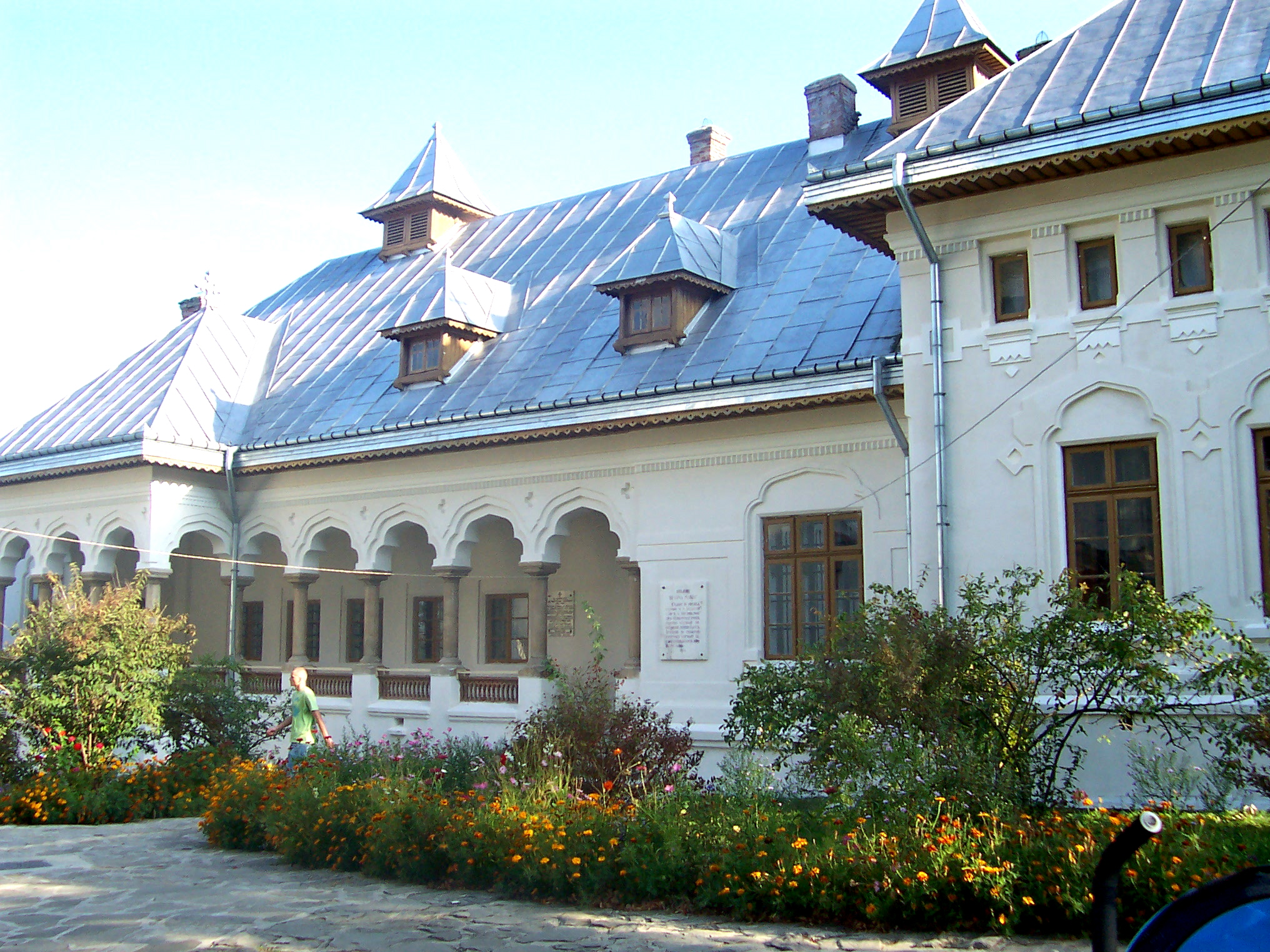
La corte